# Casa natale di François Mitterrand
La casa natale di François Mitterrand è una casa museo situata a Jarnac, nella Charente (Francia). François Mitterrand (1916-1996), presidente della Repubblica francese dal 1981 al 1995, qui vi nacque e vi trascorse la sua infanzia tra il 1919 e il 1934. Iscritta nell'inventario supplementare dei monumenti storici dal 20 dicembre 2006, dal 2011 è classificata come "Maisons des Illustres".

## Storia
Questa grande dimora familiare tradizionale della Charente fu costruita all'inizio del XIX secolo sul sito dell'antico tempio protestante di Jarnac, raso al suolo nel 1685 dopo la revoca dell'Editto di Nantes da parte dell'Editto di Fontainebleau.
Nel 1850 fu acquistato da Léon Beauprés Lorrain, bisnonno del futuro presidente, che vi si stabilì come carpentiere e commerciante di legname. Suo figlio Jules Lorrain produsse per un certo periodo cognac, poi alla fine del XIX secolo continuò l'attività di famiglia con una fabbrica di botti e aceto. Yvonne Lorrain (figlia del precedente) sposò Joseph Mitterrand, dal quale ebbe otto figli, tra cui François Mitterrand, nato il 26 ottobre 1916, al primo piano della casa. Nel 1919 Joseph lasciò il suo lavoro di capostazione alla stazione di Angoulême della Compagnie du chemin de fer de Paris à Orléans per rilevare e gestire l'azienda del suocero e trasferirsi nella casa con la moglie e i figli, dove visse con i nonni, la zia e i cugini del futuro presidente. Mitterrand crebbe lì tra il 1919 e il 1934. Nel 1925 frequentò il Collège Saint-Paul di Angoulême, ottenne il baccalaureato nel 1934 e proseguì poi gli studi alla Facoltà di giurisprudenza e scienze politiche di Parigi. Intraprese la carriera politica e venne eletto Presidente della Repubblica francese tra il 1981 e il 1995. Mitterrand veniva regolarmente a Jarnac con i suoi fratelli, sorelle e cugini, in questa casa e in questa regione a cui era molto legato. 
Nel 1995, Mitterrand inaugurò a Jarnac un museo situato al numero 10 di Quai de l'Orangerie, che fu allestito con alcuni dei doni ricevuti durante i suoi mandati.
Scomparso l'8 gennaio 1996 a Parigi, François Mitterrand riposa nel cimitero Grand'Maisons di Jarnac, dopo che venne celebrata una messa nella chiesa di Saint-Pierre, sita nella medesima città.